# SN 1995ax
SN 1995ax – supernowa typu I odkryta 19 listopada 1995 roku w galaktyce A022625+0048. Jej maksymalna jasność wynosiła 22,53m.